# Моя улица (фильм)
«Моя улица» — советский художественный фильм, мелодрама по мотивам пьесы Исидора Штока «Ленинградский проспект». Фильм поставлен в 1970 году режиссёром Леонидом Марягиным.

## Сюжет
Старики Забродины жили всегда честно, по совести. Происходящее в семье старшего сына, и в особенности то, как ведёт себя младший сын — известный футболист — не только непонятно родителям, но и заставляет их тяжело страдать, причиняет смертельную боль.

## В ролях
- Борис Кудрявцев — Василий Павлович Забродин
- Нина Сазонова — Клавдия Петровна Забродина
- Геннадий Сайфулин — Борис Забродин
- Евгений Шутов — Дмитрий Сергеевич Скворцов
- Наталия Сайко — Маша Скворцова
- Евгения Уралова — Нина Алексеевна
- Вячеслав Шалевич — Семён Семёнович, проректор института
- Миша Киселёв — Вася Забродин (роль озвучила М. Корабельникова)

## Съёмочная группа
- Автор сценария: Николай Фигуровский
- Режиссёр: Леонид Марягин
- Оператор: Виктор Шейнин
- Художник: Василий Щербак
- Композитор: Евгений Птичкин

## Музыка в фильме
В фильме впервые прозвучала в исполнении Нины Сазоновой песня Евгения Птичкина на слова Игоря Шаферана «Зачем вы, девушки, красивых любите?» («Ромашки спрятались…»), ставшая впоследствии очень популярной.
Во время сцены в доме Забродиных слышны записанные на ленту магнитофона инструментальные версии песен «The Beatles» — Being for the Benefit of Mr. Kite! и When I’m Sixty-Four.

## Награды
- 1971 — VIII Международный телефестиваль в Праге — Приз Интервидения первой категории и Приз за лучшую женскую роль (Н. Сайко)[1]